# Ranunculus inamoenus
Ranunculus inamoenus Greene – gatunek rośliny z rodziny jaskrowatych (Ranunculaceae Juss.). Występuje naturalnie w zachodniej części Ameryki Północnej, w Górach Skalistych. 

## Rozmieszczenie geograficzne
Rośnie naturalnie w Ameryce Północnej w Górach Skalistych, w zachodniej części Stanów Zjednoczonych oraz w południowo-zachodniej Kanadzie. W Stanach Zjednoczonych występuje w stanach Nowy Meksyk, Utah, północno-wschodniej Arizonie, w Kolorado, Idaho, Montanie, wschodniej części stanu Waszyngton, w Wyoming oraz zachodniej części Dakoty Południowej. W Kanadzie rośnie w zachodniej części Alberty, południowo-zachodniej części prowincji Saskatchewan oraz w Kolumbii Brytyjskiej. 

## Morfologia
PokrójBylina o mniej lub bardziej owłosionych pędach. Dorasta do 5–30 cm wysokości.
LiścieSą pojedyncze lub dłoniastozłożone. Mają kształt od owalnego do okrągłego. Mierzą 1–4 cm długości oraz 1–3,5 cm szerokości. Nasada liścia ma kształt od ostrokątnego do zaokrąglonego. Brzegi są karbowane. Osadzone są na długim ogonku liściowym.
KwiatySą zebrane po 3–7 w kwiatostanach. Pojawiają się na szczytach pędów. Mają 5 eliptycznych działek kielicha, które dorastają do 3–5 mm długości. Mają 5 owalnych i żółtych płatków o długości 4–7 mm.
OwoceNagie niełupki o odwrotnie jajowatym kształcie i długości 1–2 mm. Tworzą owoc zbiorowy – wieloniełupkę o cylindrycznym kształcie i dorastającą do 5–8 mm długości.

## Biologia i ekologia
Rośnie na łąkach, polanach w lasach i trawiastych zboczach. Występuje na wysokości od 2000 do 3500 m n.p.m. Kwitnie od marca do sierpnia. Latem preferuje stanowiska w cieniu. Dobrze rośnie na wilgotnym i próchnicznym podłożu. 

## Zmienność
W obrębie tego gatunku wyróżniono jedną odmianę:
- Ranunculus inamoenus var. subaffinis (A. Gray) L.D. Benson